# داگلاس تی‌بی‌دی دوستیتر
داگلاس تی‌بی‌دی دوستیتر (به انگلیسی: Douglas TBD Devastator) یک هواپیمای ساختِ کارخانهٔ شرکت هواپیماسازی داگلاس در کشور ایالات متحده آمریکا است که در سال ۱۹۳۷–۱۹۳۹ ساخته شد. نخستین استفاده‌کنندهٔ این هواپیما نیروی دریایی ایالات متحده آمریکا بوده‌است. این هواپیما برای نخستین بار در ۱۵ آوریل ۱۹۳۵ میلادی مورد استفاده قرار گرفت.